# Operación Masacre
Operación Masacre – hiszpańskojęzyczna powieść należąca do gatunku dziennikarstwa śledczego, autorstwa argentyńskiego dziennikarza Rodolfo Walsha. Książkę opublikowano w 1957 roku, na 9 lat przez publikacją książki Trumana Capote pt. Z zimną krwią, która należy do tego samego gatunku, a przez jej autora uważana jest za pierwszą w swoim rodzaju.

## Opis
Powieść opisuje masakrę León Suárez, podczas której w 1956 roku złapano i zastrzelono peronistycznych milicjantów, w tym przedstawiciela rebelii Juan José Valle. Wydarzenia te były konsekwencją zamachu stanu z 1955 roku zwanego Revolución Libertadora. W konsekwencji zamachu stanu do władzy doszedł Pedro Eugenio Aramburu.

## Adaptacja filmowa

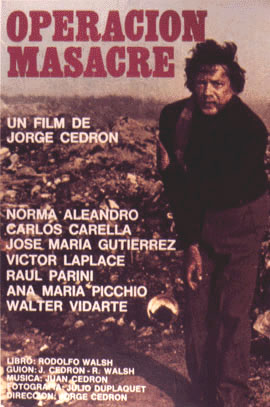
Plakat filmu

Na podstawie książki, w 1973 roku powstał film o tym samym tytule, w reżyserii Jorge'a Cedrón. W filmie wystąpili Norma Aleandro, Carlos Carella, Víctor Laplace, Ana María Picchio i Julio Troxler. Film trwa 115 minut, nakręcony został w Buenos Aires.